# مجرم (فیلم ۱۹۸۹)
مجرم (به هندی: Mujrim) فیلمی محصول سال ۱۹۸۹ و به کارگردانی اومش مهرا است. در این فیلم بازیگرانی همچون میتون چاکرابورتی، مادهوری دیکشیت، نوتان، آمریش پوری، شاکتی کاپور، شارات ساکسنا، جانی لور ایفای نقش کرده‌اند.